# Тюняев, Анатолий Васильевич
Анатолий Васильевич Тюняев (1937—2019) — советский и российский учёный, кандидат технических наук, профессор.
Автор ряда научных трудов, в числе которых учебно-методические пособия.

## Биография
Родился 16 мая 1937 года в Бийске.
После окончания школы, в 1955 году устроился на завод «Трансмаш» рабочим. В 1961 году с отличием окончил Алтайский политехнический институт (ныне Алтайский государственный технический университет). В двадцать шесть лет стал главным конструктором Алтайского завода агрегатов. В 1972 году перешёл работать в Алтайский политехнический институт. В 1977 году в МВТУ им. Баумана защитил кандидатскую диссертацию натему «Исследование динамической нагруженности и путей повышения долговечности масляного насоса тракторного двигателя».
Заслуженный работник высшей школы РФ и Почётный работник высшего образования РФ. Трижды лауреат премии Алтайского края в области науки и техники (2000, 2002, 2018) и лауреат Всероссийского конкурса на лучшую научную книгу 2017 года «Основы конструирования деталей машин. Валы и оси». Был деканом факультета повышения квалификации преподавателей (1986—2008) и директором Регионального центра повышения квалификации и переподготовки кадров Алтайского государственного технического университета (1993—2013).
Анатолий Васильевич стоял у истоков федерального проекта президентской программы подготовки управленческих кадров в Алтайском крае. Входил в состав краевого координационного комитета содействия занятости населения.
Умер 9 ноября 2019 года в Барнауле.
С 1962 года был женат на Светлане Афанасьевне Тюняевой. В семье родились дочь Мария и сын Аркадий.